# Festival Yaouank
El festival Yaouank (« joven » en bretón) es un festival de música que se desarrolla cada año en Rennes (Bretaña), especializado en las músicas actuales bretonas, principalmente a bailar en fest-noz.
El festival está organizado por Skeudenn Bro Roazhon, federación de las asociaciones culturales bretonas en Rennes. La primera edición tuvo lugar el 30 de octubre de 1999 y estuvo de emblée un éxito. El festival se desarrollaba inicialmente bajo forma de un fest-noz gigante (varios millares de personas).
Desde el final de los años 2000, tiene lugar a lo largo del mes de noviembre en diferentes lugares de Rennes. La clausura del festival tiene lugar al MusikHall del parque de las exposiciones ubicadas cerca del aeropuerto de Rennes.

## Histórico
Organizando un fest-noz de tipo urbano, el objetivo del programmateur Glenn Jegou es de proponer esta concentración cultural al plus grande número, atrayendo sobre todo los jóvenes, de donde el nombre, yaouank en bretón. Desea animar la práctica del baile, de la música y la modernización de la tradición, a merced de las creaciones.
La primera edición se desarrolla el 30 de octubre de 1999 : sobre el cartel, lo engancha « una jornada para descubrir, una perjudica para la fiesta » invita a descubrir la cultura bretona (foro la tarde) y la foto del público muestra que se trata de conciertos, cuyos aquel del grupo de rock EV (canto en bretón). El éxito es a la cita con 5 000 danseurs en la sala de la Libertad, al centro-ciudad de Rennes.
En 2002, el grupo Plantec, nouvellement formado, se revela sobre la gran escena de la Libertad. La noche está apadrinada por los Hermanos Guichen, que han traído los jóvenes al fest-noz en los años 90 con su grupo Ar Re Yaouank.
En 2004, los hermanos Guichen encuentren David Pasquet que, a sus lados, jugaba de la bombardea del tiempo de Ar Re Yaouank.

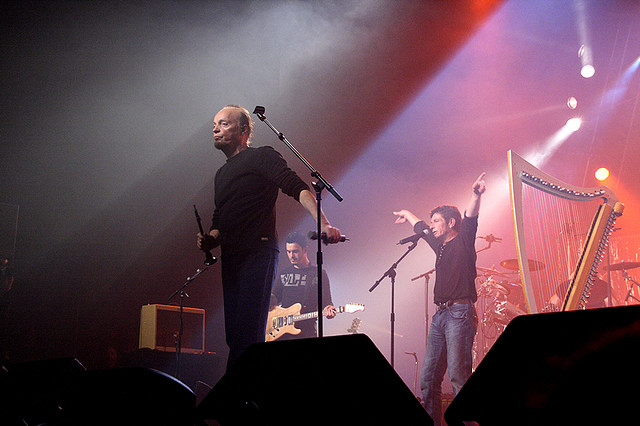
Alan Stivell en 2009.

Los trabajos de la Libertad hacen que el fest-noz está organizado al parque de las exposiciones en 2005, con la instalación de un grande plancher y de gradins. Denez Prigent es el padrino de esta edición, rodeado de siete músicos y de Louise Ebrel al canto, para una fórmula más tradicional, después de siete años de exploraciones electrónicas.
El décimo cumpleaños está marcado por un mapa blanco concebida por el padrino Roland Conq, Feiz Noz Moc'h, reuniendo dos músicos béarnais de la Familha Artùs y el cantante bretón Entonces Landat. Red Cardell invita igualmente: Dan Ar Braz, Louise Ebrel, Dr Nas (Asian Dub Foundation), Jimme O'Neill, Stéphane Mellino, Gérard Blanchard.
En 2009, « Alan Stivell Noz Project » permite al artista de animar un fest-noz con su repertorio a bailar por primera vez en 40 años de carrera, en un MusikHall invertido por 7 000 danseurs. El concierto de los Ramoneurs de Menhir encuentra el éxito, en un ambiente punk y bretón, cogido sobre escena por los músicos y danseurs malouins de Quic-en-Groigne.
La edición 2012 es acompasada nuevamente conciertos, de fest-noz, de animaciones, de películas en lengua bretona, de trampolines para los nuevos jóvenes talentos de mañana y acoge cerca de 10 000 personas sobre un periodo de tres semanas. La noche al MusikHall muestra una Bretaña abierta sobre el mundo, con la creación del grupo Startijenn - El TaQa, invitando el cantante de Raï Sofiane Saïdi, el grupo Cuba y Breizh, mezclando músicos afrocubanos con el bagad de Cesson-Sévigné, los Ramoneurs de Menhirs, el kan ha diskan de Krismenn mezclado al human beatbox de Alem.
 
Durante la edición 2013 de los 15 años, el hall 5 está resultado el punto de restauración con los chiringuitos del festival. El MusikHall connait una edición marquante : 12 horas de música a bailar, 15 grupos sobre escena cuya reformación del grupo Ar Re Yaouank separado desde 15 años y una afluencia récord de cerca de 8 000 danseurs.
La edición 2014 marque la abertura de una segunda escena, en el hall 5 del parque expo. Después de su pasaje remarcado en 2012, el dúo Krisemm y Alem, que alia kan-ha-diskan y beat boxing, invita Parveen y Ilyas Khan. Otra creación reunida Fred Guichen, Sylvain Barou y el Irlandés Dónal Lunny.
En 2015, el Bagad de Vannes, vencedor en lo que va de año-allí de la emisión Francia tiene un increíble talento, realiza dos pasajes, un premier con un repertorio a bailar y un segundo con su creación Contrechamp. El tiempo fuerte de esta noche es la creación Alkeemia, el encuentro del grupo de fest-noz Digresk y de una orquesta sinfónica, que desembocará a la salida de un álbum live.
La edición 2016 está marcada por el regreso de Denez Prigent que anima un fest-noz por primera vez desde su venida en 2005, acompañado excepcionalmente de los hermanos Guichen. También, la orquesta sinfónica de Bretaña se produce por primera vez en fest-noz, que hace bailar los 8 000 personas, y el grupo Fleuvesl.
Una battle inédita opone en 2017 el bagad Kemper y el bagad Cabo Caval, ambos conjuntos que se comparten suyos solos el título de Campeón de Bretaña de los bagadoù desde 2008. El dúo Blain-Leyzour se électrifie para la ocasión y las Ramoneurs de menhirs se rodean del bagad Kemperle y de danseurs del círculo Quic-en-Groigne.
La 20.ª edición está celebrada en 2018, con el regreso de grupos como la reformación del mítico grupo Gwenfol, Carré Manchot... El guitarrista Jean-Charles Guichen propone una creación inédita con los músicos de su último álbum Breizh año Ankou cuyo Dan Ar Braz, Denez Prigent y el Bagad Sonerien Bro Dreger.